# Лазарев, Владимир Васильевич
Влади́мир Васи́льевич Ла́зарев (7 февраля 1937, Улан-Удэ — 20 февраля 2007, Пятигорск) — русский философ, лингвист, профессор, редактор, преподаватель.

## Биография
Родился в семье агронома Василия Георгиевича Лазарева и школьной учительницы Елизаветы Ивановны Перетолчиной. В 20 лет поступил в Иркутский государственный институт иностранных языков, который окончил с отличием, сумев за один срок обучения пройти программу двух факультетов — немецкого и английского.
К концу 60-х, уже женившись и имея дочь Ларису, Владимир переехал на Кавказ, в город Пятигорск, где у него родился сын Евгений. Владимир Васильевич поступил на работу в Пятигорский государственный педагогический институт иностранных языков (ныне Пятигорский государственный университет), в котором и проработал почти 40 лет, руководил в нём кафедрой философии.
Владимир Васильевич работал в ПГЛУ с 1969 года. Последовательно занимал должности старшего преподавателя, доцента, профессора, заведующего кафедрой, проректора по научной работе. За годы работы в ПГЛУ им было подготовлено более 70 кандидатов филологических и философских наук.
Лазаревым подготовлено 7 всесоюзных и всероссийских конференций по формированию мировоззрения в условиях плюрализма мнений, по русской философии, по когнитивистике. Профессор В. В. Лазарев принял активное участие в разработке Программы и проведении I и II Международных Конгрессов «Мир на Северном Кавказе через языки, образование, культуру». Вместе со своей супругой Людмилой Правиковой В. Лазарев выступал на конференциях и опубликовал научные работы в России, США, Германии, Испании, Великобритании, Австрии, Канаде, Чехии и др.
Редактировал сборники научных трудов «Когнитивная парадигма» и «Вопросы романо-германской и русской филологии». Член международных лингвистических ассоциаций учёных.

## Научный вклад
Автор монографий «Методологические проблемы языкознания», «Философия и лингвистика». Его последний труд «Философия познания и лингвофилософия: парадигмальный подход».
Его именем названа научная школа в лингвистике («школа Лазарева»).

## Звания и награды
- Отличник народного просвещения РСФСР.
- Заслуженный работник высшей школы Российской Федерации.
- Медаль «Человек года» Международного библиографического института, Кембридж (1996 год).

## Доклады на международных конференциях
- 2003 4th International Symposium on Bilingualism (The Double Language Identity within Nationalist and Globalist Trends in the North Caucasus)
- 2004 Sociolinguistics Symposium 15 (The linguistic diversity change in the North Caucasus: nationalist and globalist perspectives)
- 2003 LACUS Forum (Language, Thought and Reality: a Frame Interpretation)
- 2002 LACUS XXIX (The discourse of parliamentary debates on the international terrorism:а Epistemic argumentative features)
- 2003 Intimität Medien Kommunikation (The new conceptualization of Love: globalization perspectives)
- 2003 CESS 4th Annual Conference (Language Loss and Revitalization in the North Caucasus)
- 2004 ASLA Argumentative Strategies and Rhetorical Styles in European Parliaments /Parliamentary Panel /November 2004 [ Parliamentary debates on international terrorism: propositional, modal and textual components] (недоступная ссылка)  (недоступная ссылка с 21-05-2013 [4320 дней]) {https://web.archive.org/web/20090124153705/http://webappo.sh.se/C1256E5B0040CC0D/nepns-site-content-link/ED6E2C4D53D29184C1256F280059509B/$file/ASLA%202004_Parliamentary%20Panel%20Abstracts.pdf]
- 2002 Actas del primer seminario internacional sobre género y lenguaje (El género de la traducción. La

traducción del género). Valencia 16-18 octubre 2002. Lazarev / L. Pravikova: Men’s and women’s linguistic conceptualization of love